# Дурбалъ Султан теке
Дурбалъ Султан теке е бекташко теке, което се намира в село Ано Аспрогия (Горна Аспрогия, респ. Горно Ирени), дем Фарсала, Тесалия, Гърция. Селото до 1928 г. носи името Теке Ирени, около което възниква.

## История
Според преданието едноименният основател на текето е алевитският дервиш Дурбалъ. Произхождайки от Кония в централен Анадол, той според сведенията пристига в Ирени, както е известна Аспрогия по време на османското владичество – около 1492 г. Като награда за военната му служба, включително за умиротворяването и ислямизирането на Тесалия, местните османски власти му дават разрешение да построи теке. Както често се случва с текетата, то е построено върху руините на византийски манастир от X век, т.е. през българския златен век. Манастирът бил посветен на Свети Георги. По стените на текето е оцеляла фреска с изображение на Св. Георги Победоносец, който като много християнски светци е почитан и от суфиите, т.е. дервишите.
Текето бързо става богато и мощно, получавайки многи имоти (чифлици) от над 32 000 стрема в Ирени и Ардуан (Елевтерохори). Около 1770 г. текето преминава в патримониума на ордена Мевлеви.
След присъединяването на Тесалия към Гърция през 1881 г. текето продължава да функционира докъм 1973 г. когато в дервишкия манастир умира последния 33-ти поред баба на текето. След създаването на Албания текето става приют за множество опозиционери на крал Зог I. Текето прилича повече на християнски манастир отколкото на мюсюлмански храм и е оградено от стени със зъбци и кули, за направата на които са използвани сполии.
В текето се намират изображения на Абас ибн Али и Хаджи Бекташ Вели. Текето се намира в подстъпите на Пинд и от мястото му се открива панорама към тесалийската равнина. 